# John E. Kenna

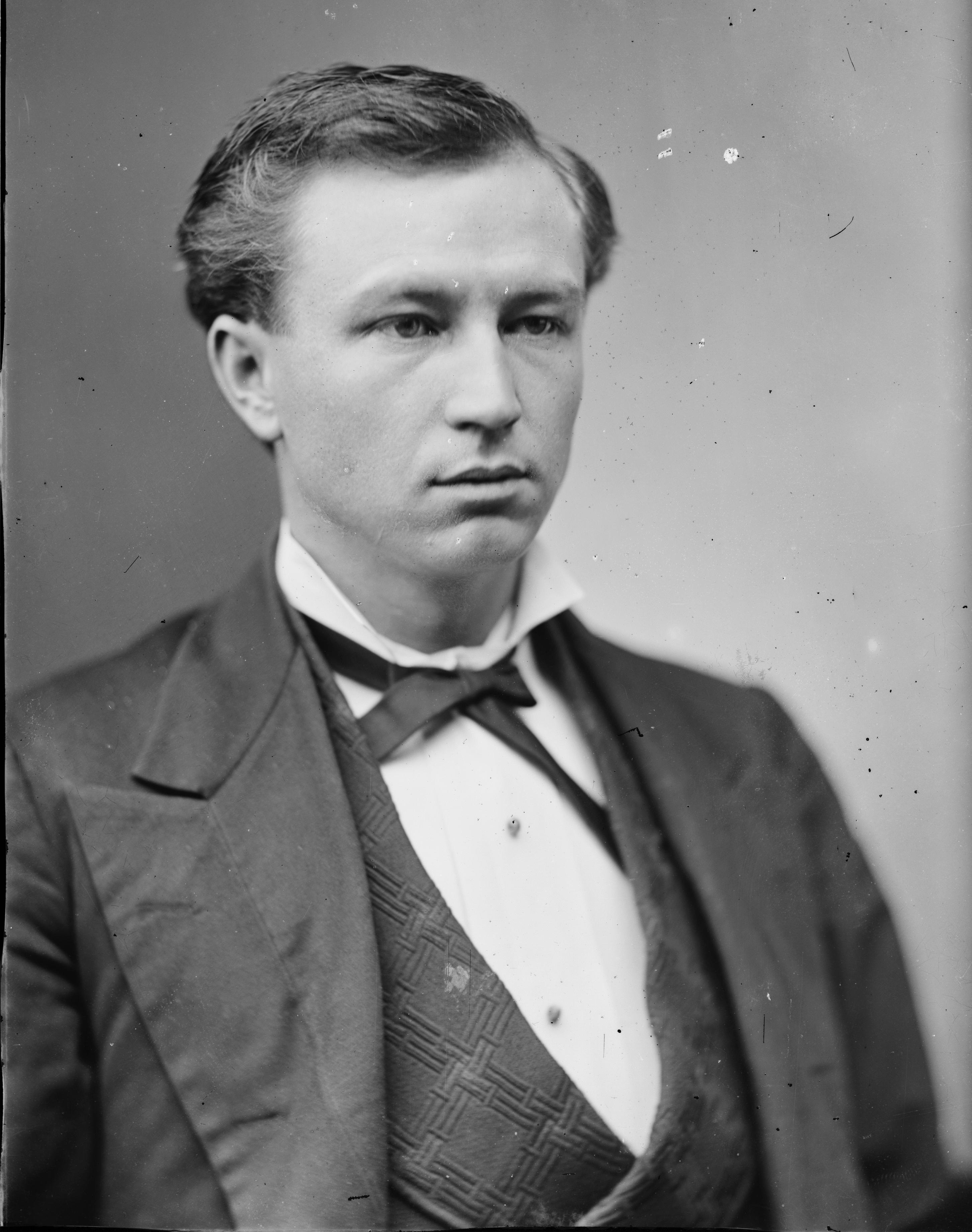
John E. Kenna

John Edward Kenna (* 10. April 1848 bei St. Albans, Kanawha County, Virginia; † 11. Januar 1893 in Washington, D.C.) war ein US-amerikanischer Politiker (Demokratische Partei), der den Bundesstaat West Virginia in beiden Kammern des Kongresses vertrat.

## Leben
John E. Kenna wurde im Kanawha County geboren, das zu diesem Zeitpunkt noch zu Virginia gehörte, nach der Gründung von West Virginia 1863 aber ein Teil des neuen Bundesstaates wurde. Ihm wurde in seiner Jugend nur eine geringe Bildung zuteil; als 16-Jähriger schloss er sich dann während des Sezessionskrieges einer Brigade der Konföderiertenarmee unter Führung von General Joseph Shelby an und wurde verwundet.
Nach dem Krieg besuchte er ein College in Wheeling, studierte Rechtswissenschaft und wurde 1870 in die Anwaltskammer aufgenommen. Er arbeitete in Charleston als Jurist und wurde 1872 Staatsanwalt im Kanawha County; 1875 wurde er zum Richter pro tempore im Gerichtsbezirk seines Countys berufen.

## Politik
Beim Aufbau der Demokratischen Partei in West Virginia spielte John Kenna eine aktive Rolle. 1876 wurde er für seinen Staat ins US-Repräsentantenhaus gewählt. Seine Aktivitäten im Parlament konzentrierten sich auf die Gesetzgebung zu Eisenbahnangelegenheiten; ferner war ihm daran gelegen, die Kohle-, Holz- und Salzindustrie in West Virginia zu unterstützen. Dies brachte ihm 1883 einen Sitz im US-Senat ein, wo er weiter in diesen Bereichen tätig war.
Im Senat stieg er überdies zum Minority leader auf und machte sich einen Namen als kontroverser Redner zum Thema der Unabhängigkeit der Regierungsexekutive. Er ergriff bei zahlreichen Themen Partei für Präsident Grover Cleveland und warf der republikanischen Senatsmehrheit Fehler auf dem Gebiet der Zollreformen vor.
Seine aufstrebende Karriere wurde von seinem Tod im Alter von 44 Jahren am 11. Januar 1893 beendet. An John E. Kenna erinnert eine 1901 in der National Statuary Hall Collection des Kapitols aufgestellte Statue, die der Staat West Virginia stiftete.